# Vänstergruppen i Europaparlamentet
Denna artikel behandlar den nuvarande partigruppen och alla dess föregångare.
Vänstergruppen i Europaparlamentet – GUE/NGL (Vänstern) är en partigrupp i Europaparlamentet bestående av 46 ledamöter från demokratiskt socialistiska, eurokommunistiska och antikapitalistiska partier. Gruppen utgörs till största delen av ledamöter som tillhör de europeiska politiska partierna Europeiska vänsterpartiet (EV) och Europeiska vänsteralliansen för människorna och planeten (ELA). Sedan valet 2024 är Vänstergruppen den näst minsta partigruppen i Europaparlamentet.
Partigruppen bildades officiellt den 18 december 2020 i dess nuvarande form. Gruppen är en ombildning av den tidigare partigruppen Gruppen Europeiska enade vänstern/Nordisk grön vänster (GUE/NGL-gruppen), som bildades under mitten av 1990-talet. Dessförinnan hade det dock redan existerat kommunistiska och vänsterpolitiska partigrupper i Europaparlamentet sedan 1970-talet. Vänstergruppen har som regel varit mjukt euroskeptisk och kritisk mot de styrande europeiska kommissionerna. Gruppen stödde inte valet av Ursula von der Leyen (EPP) som kommissionsordförande varken efter valet 2019 eller efter valet 2024.
I Vänstergruppen ingår ledamöterna från svenska Vänsterpartiet, finländska Vänsterförbundet och danska Enhedslisten. Därutöver ingår även ledamöter från bland annat tyska Die Linke, franska Det okuvliga Frankrike och grekiska Syriza. Även ledamöter från italienska Femstjärnerörelsen ingår i partigruppen sedan 2024.
Gruppledare är Manon Aubry och Martin Schirdewan sedan den 18 juli 2019.

## Historia

### Ursprungligt bildande och ombildningar
| Gruppnamn                                              | Period                          |
| ------------------------------------------------------ | ------------------------------- |
| Gruppen kommunister och deras samarbetspartner         | 16 oktober 1973–24 juli 1989    |
| Gruppen Europeiska enade vänstern                      | 25 juli 1989–12 januari 1993    |
| Enad vänster                                           | 25 juli 1989–18 juli 1994       |
| Konfederala gruppen europeiska förenade vänstern       | 19 juli 1994–5 januari 1995     |
| Gruppen Europeiska enade vänstern/Nordisk grön vänster | 6 januari 1995–17 december 2020 |
| Vänstergruppen i Europaparlamentet                     | 18 december 2020–               |

Vänstergruppen har sina rötter i ”Gruppen kommunister och deras samarbetspartner”, som bildades den 16 oktober 1973. Gruppen bestod av ledamöter från diverse kommunistiska partier. Efter valet 1989 splittrades gruppen i två delar: ”Gruppen Europeiska enade vänstern” och ”Enad vänster”. Den förstnämnda gruppen innefattade ledamöterna från danska Socialistisk Folkeparti, Italienska kommunistpartiet, spanska Enade vänstern och grekiska Synaspismós. Den sistnämnda gruppen innefattade ledamöterna från Franska kommunistpartiet, Partido Comunista Português och Greklands kommunistiska parti. Under 1991 ombildades Italienska kommunistpartiet till Partito Democratico della Sinistra, som anslöt sig till den socialdemokratiska gruppen.

### Valet 1994 och återföreningen av vänstern

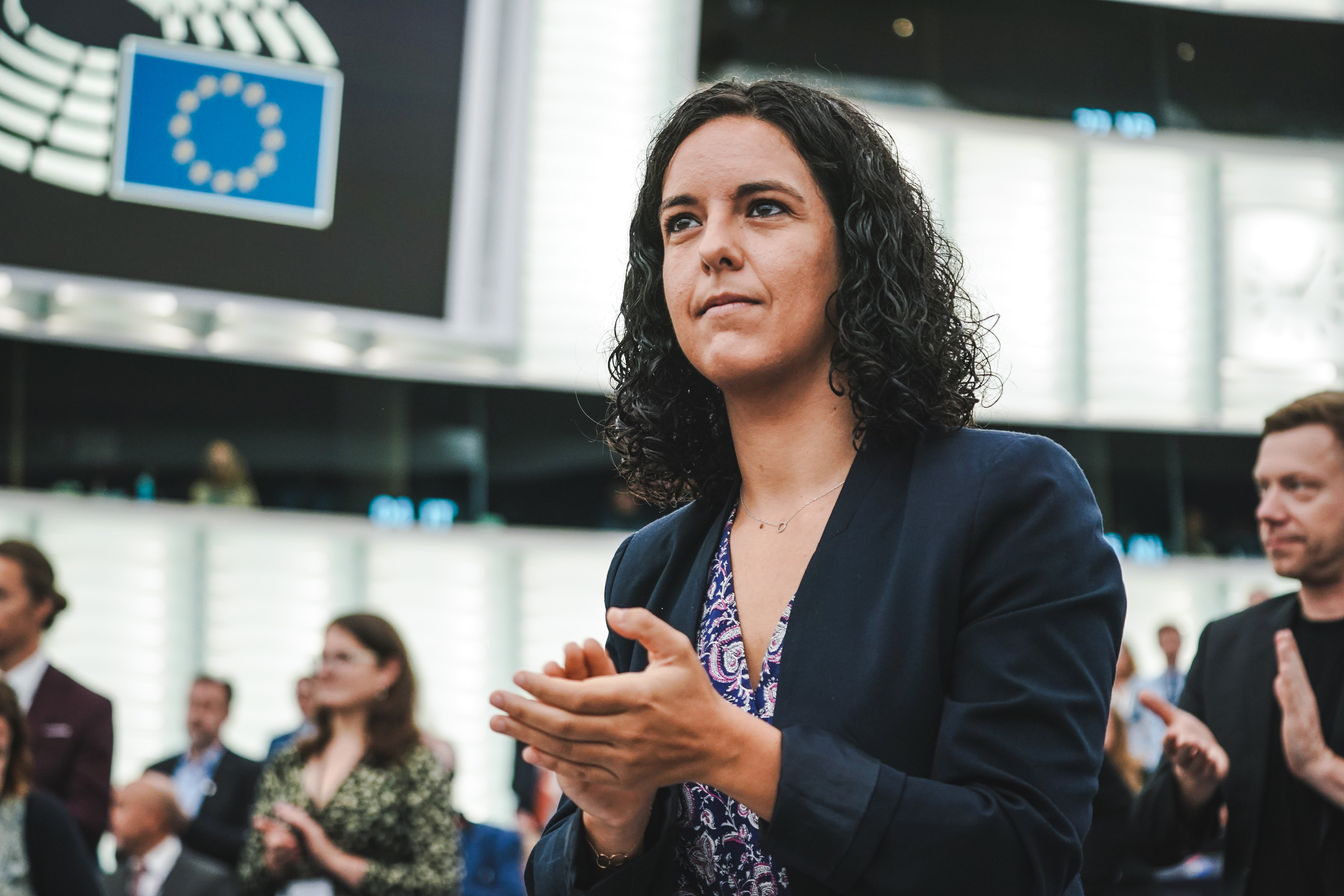
Manon Aubry är en av två gruppledare sedan den 18 juli 2019.

Efter valet 1994 påbörjades en process med att åter samla alla de vänstersocialistiska krafterna i Europaparlamentet i en enda partigrupp. Detta skedde genom bildandet av ”Konfederala gruppen europeiska förenade vänstern”, som ersatte de två föregående grupperna. Den första gruppledaren för gruppen var Alonso Puerta.
I samband med att Finland, Sverige och Österrike anslöt sig till Europeiska unionen den 1 januari 1995 tillkom nya ledamöter till gruppen. Dessa bildade undergruppen ”Nordisk grön vänster” och därmed ombildades partigruppen till ”Gruppen Europeiska enade vänstern/Nordisk grön vänster”.

### Valen 1999, 2004 och 2009
Efter en avtagande trend lyckades gruppen att öka i antal mandat efter valet 1999. Ledamöter från tyska Partei des Demokratischen Sozialismus tillkom till gruppen. Senare under valperioden anslöt sig fler ledamöter från andra partigrupper, vilket resulterade i att gruppen uppnådde som mest 49 mandat och var därmed parlamentets fjärde största partigrupp under en viss period.
Efter valet 2004 blev gruppen den femte största partigruppen i Europaparlamentet. Ledamöter tillkom från flera av de nya medlemsstater som hade anslutit sig till unionen den 1 maj 2004. I valet 2009 minskade gruppens mandat till 35. Den 14 mars 2012 valdes Gabriele Zimmer till ny gruppledare.

### Valen 2014 och 2019
I valet 2014 ökade gruppen till 52 mandat, men i valet 2019 tappade gruppen åter i styrka och blev med sina 41 mandat den minsta partigruppen i Europaparlamentet. Efter valet valdes Manon Aubry och Martin Schirdewan till nya gruppledare.
Den 18 december 2020 bytte gruppen namn till det nuvarande, ”Vänstergruppen i Europaparlamentet”. I valet 2024 ökade gruppen något, främst på grund av att ledamöter från Femstjärnerörelsen från Italien anslöt till gruppen.

### Valet 2024
I valet 2024 ökade partigruppen något och nådde 46 mandat. Efter valet fick Manon Aubry och Martin Schirdewan förnyat förtroende som gruppledare. I september 2024 registrerades Europeiska vänsteralliansen för människorna och planeten som ett nytt europeiskt parti för de partier som tidigare ingått i Nordisk grön vänster eller av andra skäl valt att inte ingå i Europeiska vänsterpartiet.

## Parlamentariskt arbete
Vänstergruppen samlar ledamöter av Europaparlamentet som tillhör demokratiskt socialistiska, eurokommunistiska och antikapitalistiska partier. Gruppens uttalade mål är att skapa ett mer humant, transparent och gripbart Europa med mer direktdemokrati och aktivt deltagande av medborgarna. I grunden stöder gruppen europeisk integration, men anser att det nuvarande samarbetet är för elitistiskt och marknadsinriktat. Gruppen är associerad med Europeiska vänsterpartiet (EV) och Europeiska vänsteralliansen för människorna och planeten (ELA).

## Sammansättning
| Val  | Historisk mandatfördelning | Nuvarande mandatfördelning         |
| ---- | -------------------------- | ---------------------------------- |
| 1979 | 44 av 410                  | Ledamöter tillhörande partigruppen |
| 1984 | 41 av 434                  | Ledamöter tillhörande partigruppen |
| 1989 | 42 av 518                  | Ledamöter tillhörande partigruppen |
| 1994 | 28 av 567                  | Ledamöter tillhörande partigruppen |
| 1999 | 42 av 626                  | Ledamöter tillhörande partigruppen |
| 2004 | 41 av 732                  | Ledamöter tillhörande partigruppen |
| 2009 | 35 av 736                  | Ledamöter tillhörande partigruppen |
| 2014 | 52 av 751                  | Ledamöter tillhörande partigruppen |
| 2019 | 41 av 751                  | Ledamöter tillhörande partigruppen |
| 2024 | 46 av 720                  | Ledamöter tillhörande partigruppen |

Vänstergruppen består av 46 ledamöter från 13 medlemsstater. De flesta av ledamöterna kommer från Väst- och Centraleuropa; stödet är betydligt lägre i Östeuropa. Gruppen är den näst minsta i Europaparlamentet. Ledamöter från en och samma medlemsstat bildar en nationell delegation.
Gruppens ledamöter utser ett ordförandeskap bestående av en gruppledare och tre vice gruppledare. Dessa bildar tillsammans med ledarna för de nationella delegationerna, en kassör, gruppens generalsekreterare och två vice generalsekreterare gruppens presidium. Presidiet utses för en period av fem år, som kan förnyas. Det sammanträder en gång i månaden och ansvarar för att leda gruppen.

### Parlamentsledamöter
| Medlemsstat   | Nationellt parti                    |  | Europeiskt parti | Mandat |
| ------------- | ----------------------------------- |  | ---------------- | ------ |
| Belgien       | Belgiska arbetarpartiet             |  | –                | 2      |
| Cypern        | Arbetande folkets progressiva parti |  | –                | 1      |
| Danmark       | Enhedslisten                        |  | ELA              | 1      |
| Finland       | Vänsterförbundet                    |  | ELA              | 3      |
| Frankrike     | Det okuvliga Frankrike              |  | ELA              | 9      |
| Grekland      | Syriza                              |  | EV               | 4      |
| Irland        | Partilös ledamot                    |  | –                | 1      |
| Irland        | Sinn Féin                           |  | –                | 2      |
| Italien       | Femstjärnerörelsen                  |  | –                | 8      |
| Italien       | Sinistra Italiana                   |  | –                | 2      |
| Nederländerna | Partij voor de Dieren               |  | –                | 1      |
| Portugal      | Bloco de Esquerda                   |  | ELA              | 1      |
| Portugal      | Coligação Democrática Unitária      |  | –                | 1      |
| Spanien       | Euskal Herria Bildu                 |  | EFA              | 1      |
| Spanien       | Podemos                             |  | ELA              | 2      |
| Spanien       | Movimiento Sumar                    |  | –                | 1      |
| Sverige       | Vänsterpartiet                      |  | ELA              | 2      |
| Tyskland      | Djurskyddspartiet                   |  | –                | 1      |
| Tyskland      | Die Linke                           |  | EV               | 3      |